# Ungersk ek
Ungersk ek (Quercus frainetto) är ett träd i eksläktet, familjen bokväxter. Arten har raka grenar, blir omkring 30 meter hög och 25 meter bred. Förekommer naturligt i sydöstra Europa och sydvästra Asien. Trädet är lövfällande.
Det ursprungliga utbredningsområdet sträcker sig i nordväst till Kroatien, i väst till Italien, i norr till Tjeckien och Slovakien samt i öst till Turkiets asiatiska delar. Ungersk ek introducerades i Slovenien. Enligt en studie från 2013 kan till och med populationen i Ungern vara införd.
Arten ingår i lövskogar. Den är känslig för torka och höga temperaturer.
Trä från ungersk ek används för olika konstruktioner och som bränsle. Artens ekollon är ätliga och de mals som tillsats i bröd. Olika delar av trädet som bladen och barken innehåller tannin och de används krossade som täckande skikt i trädgårdar mot sniglar och andra skadedjur.
I några regioner hotas beståndet av intensivt skogsbruk. Ungersk ek kan bilda hybrider med andra ekar. Hela populationen anses vara stabil. IUCN listar Quercus frainetto som livskraftig (LC).